# Luminess
Pour les articles homonymes, voir Jouve.
Luminess (anciennement Jouve) est une entreprise française de services numériques et d'impression, spécialisée dans les datas et l'accompagnement de ses clients dans la transformation numérique. Fondée en 1903 par l'éditeur Henri Jouve. 

## Présentation
L'entreprise possède de nombreuses filiales à l'étranger : en France, en Roumanie, en Inde, en Hollande, en Allemagne, aux États-Unis, en Angleterre ou aux Pays-Bas .

## Histoire
Henri Jouve, alors journaliste entre en avril 1883 au service de l'éditeur Alphonse Derenne (également imprimeur à Mayenne) à Paris. Derenne fait faillite en 1885 et met à la porte Henri Jouve. Durant les années 1885-1900, il devient directeur de la Revue des journaux et des livres chez Georges Noblet, puis éditeur-imprimeur à Paris sous les noms successifs de « Imprimerie des écoles Henri Jouve », « Henri Jouve imprimeur de la Faculté de médecine », puis avec un certain Boyer, se spécialisant dans les ouvrages et thèses médicaux. Sa collection de dictionnaires biographiques pour chaque département français connaît un gros succès.
En 1903, il ouvre une nouvelle imprimerie à Mayenne, spécialisée dans l'impression de poésies, puis de thèses scientifiques. La Cité jardin de Georges Benoît-Lévy paraît en 1904. Il imprime un an plus tard Écrits pour l'art, revue de Jean Royère. L'imprimerie est renommée « Jouve et Cie, éditeurs » en 1910.
En 1919, Raoul Corcos, ancien sténographe, épouse Henriette Jouve, et devient directeur de l'imprimerie. Des filiales sont créées en Allemagne et aux Pays-Bas dédiées aux organismes internationaux comme l'Office européen des brevets ou l'Office allemand des brevets et des marques (DPMA).
En janvier 2022, le groupe Jouve annonce son changement d'identité et prend le nom de Luminess. En juin 2022, l'entreprise compte environ 2000 collaborateurs à travers le monde.